# 周元 (韓國)
周元（韓語：주원，1987年9月30日—），韓國影視男演員、音樂劇演員。本名文晙原（문준원），曾被誤譯為朱元。身高185公分。2006年通過音樂劇《Alta Boys》出道。由於主演的《麵包王金卓求》、《烏鵲橋兄弟》、《新娘面具》、《Good Doctor》及《龍八》在韓國都有很高的話題度，五劇亦分別創下最高50.8%、37.7%、27.7%、21.5%、21.5%的高收視佳績，因此被譽為「收視率王子」、「高收視保證」。
他對自己的期許：「成為一個不忘初心，比起今天更加期待明天的，有人情味的演員。」

## 背景
周元畢業於韓國知名學府成均館大學，主修表演藝術系。2006年，就讀大學一年級的時候被音樂劇前輩推薦試鏡，演出音樂劇《Altar Boyz》出道。而後出演多齣音樂劇，包括《Singles》、《Grease》、《新品男》，最後以音樂劇《Spring Awakening》打開知名度。因為長得像姜棟元，在新人時期曾被韓國媒體稱為「小姜棟元」。

## 演藝經歷

### 2010－2011年：電視出道作《麵包王金卓求》奪收視佳績
2010年，在電視劇的出道作品《麵包王金卓求》中扮演有著悲慘命運及充滿野心的具馬俊使他嶄露頭角。此劇在韓國創下最高50.8%的收視率，是自2007年古裝劇《朱蒙》以來首次突破50%收視率的「國民電視劇」。在該劇試鏡時，周元的演技給編劇姜銀慶留下非常深刻的印象，被選中擔任男二角色。然而採用剛出道的新人作男主角在韓國電視界很少見，導演李政燮一開始就曾強烈反對演技未受驗證的周元出演，但拍攝之后，卻對周元完全改觀。李政燮後來提到，在一場飆車戲中，周元因為沒有執照而以替身代為上陣，但周元卻堅持留在車內觀看。當時周元說: 「即使只是在旁觀看，也得親眼看一次，這樣以後拍飆車戲時，我才知道該如何駕駛。 」李政燮讚賞他:「對我來說周元是張彩券，他從根本就和別人不同，以後會成功的。 」
2011年，演出周末劇《烏鵲橋兄弟》。演技受到好評，收視率高達37.7%，周元在劇中和金幽珍組成的歡喜冤家「泰恩情侶」深受歡迎。更榮獲KBS演技大賞與百想藝術大賞的男子新人賞。

### 2012年：初嘗綜藝、主演《新娘面具》人氣高漲
2012年初，與李壽根，金鍾旼，嚴泰雄，車太鉉，成始璄，金勝友被共同選為KBS周末綜藝《兩天一夜》第二季成員，可愛純真的模樣受大眾喜愛，一改往日在影視作品中所帶給觀眾的冷酷印象。在節目中向成員們撒嬌、攬着哥哥睡覺的可愛舉動讓他得到「國民忙內」、「純真男」的稱號、並獲得KBS演藝大賞綜藝部門男子新人賞。
同年5月，首任主角演出KBS水木劇《新娘面具》，扮演效忠日本帝國的帝國警察最後為了報仇毅然戴上面具，與情同手足的木村俊二（朴基雄飾）不可避免地走向宿命對決的李江土，亦正亦邪的演技角色備受好評。該劇在2011年10月就開始了前期製作，但由於故事包含「抗日」精神，所以很多韓流明星不願出演，在挑選演員上遇到了困難。周元當時接到MBC《擁抱太陽的月亮》劇組的邀請出演男二陽明君一角，卻被《新娘面具》劇組臨時拉了過來。導演尹聖植提到: 「周元是在另外8名演員中脫穎而出的，實在沒有其他的辦法了。之後我們也透過外包製片公司向MBC轉達了歉意。」
《新娘面具》開播以來一直領先其他同時段劇集。收視率更高達27.7%，為2012年韓國水木劇收視亞軍，演藝之路再攀顛峰。周元以此劇榮獲KBS演技大賞長篇連續劇部門男子優秀演技賞和人氣賞，與朴基雄共同獲得「DramaFever Award 最佳兄弟情誼賞」。同劇前輩級演員金應洙讚賞他:「一開始也有過他是否能做好的想法。不過真正對戲時，能夠很好的掌握感情，很好的帶領著戲劇。想著周元真的是演員啊，相當吃驚。」製作人李建俊亦表示:「周元透過這次的作品，再次證明了他是最佳藍籌股的事實。任何作品交給他都會獲得很好的評價。我確信他是大韓民國演藝界20代的演員中，表現最突出的。」
2013年，搭檔崔江姬出演MBC水木劇《七級公務員》，首次挑戰喜劇，以此劇榮獲MBC演技大賞迷你連續劇部門男子優秀演技賞。同年12月，與金亞中出演電影《偷心戀人》上映。

### 2013年：憑《Good Doctor》再創高鋒
同年8月，與文彩元一同出演KBS月火劇《Good Doctor》，此劇最高收視率達21.5％，為2013年月火劇收視冠軍。周元在劇中扮演患有學者症候群和自閉症的小兒外科住院醫師朴施溫，顛覆他以往的角色形象，逼真演技更受到自閉症專家們的讚賞。觀眾們通過朴施溫和周元的成長和溫暖心靈，給出了「品嚐到心靈的治愈」的評價，周元也因此得到「國民治癒男」的稱號。並憑此劇獲得第26屆韓國PD大賞演員部門最佳表演賞，KBS演技大賞三大電視台PD選擇演技者賞、男子最優秀演技賞、網路人氣賞與最佳情侶賞。

### 2014年：回歸音樂劇舞台
2014年，以音樂劇《Ghost》回歸音樂劇。於2013年11月24日首次公演，並持續到2014年6月29日。在《Good Doctor》拍攝期間，周元把所有空出來的休息時間拿去排練音樂劇《Ghost》。在《Good Doctor》殺青後，沒有一天缺席《GHOST》的練習。
同年1月出演電影《時尚天王》，並於11月6日上映。同年5月出演中韓電影《夏有喬木，雅望天堂》。同年8月，搭檔沈恩敬出演KBS月火劇《明日如歌》。為了演釋好角色，周元花了五個月時間去練習小提琴、鋼琴和指揮。周元憑此劇榮獲KBS演技大賞人氣賞。

### 2015－2016年：憑《龍八》奪得大賞
2015上半年，出演電影《就是那個傢伙》，與同為《兩天一夜第二季》成員的柳海真搭檔，並於同年10月28日上映。
2015年8月，與金泰希出演SBS水木劇《龍八》，二度披上醫師袍，扮演為了妹妹而不惜非法秘密出診的外科住院醫師金泰賢。從第1集到第10集，周元每集幾乎都有70%以上的戲份。同劇演員裴海善提到：「跟周元打招呼的时候，不是说:「很辛苦吧？」，而是說:「還活着嗎？」所有演出分量都集中在他身上這樣子的程度。覺得真的就是演技天才啊。即使疲累到快昏倒，周元反而對我說:「請打起精神來。」，幫我加油，真的是非常善良的演員。」因為忙碌而高強度的拍攝，周元兩個月時間內體重減輕了7公斤之多。汽車追逐戰，跳入漢江這些驚險動作鏡頭全部都沒有替身由周元親自上陣。
《龍八》最高收視率為21.5％ ，為2015年月火水木劇中唯一一部單集收視率突破20％的電視劇。周元憑藉該劇獲得SBS演技大賞中國網民投票人氣獎、十大明星獎、最佳熒幕情侶獎和最高榮譽-大賞。同年11月，出演中國電視劇《愛情也包郵》。
2016年，出演SBS《我的野蠻女友》古裝劇。同年8月，出演科幻電影《特勤》，與金相中和金剛于搭檔。

### 2017－2019年：到白骨部隊服役
2017年，周元原定通過義務警察的選拔考試，以藝能特技兵的方式服役，不過他後來放棄這個較為輕鬆的兵役身份，選擇以陸軍身分完成兵役，並於2017年5月16日入伍。同年6月22日，周元在江原道鐵原3師團新兵教育隊結束基礎軍事訓練，以第一名結業，被分配到出名訓練極為嚴苛的白骨部隊，作為助教繼續服役。由於表現優異，於2018年9月獲提前晉升為兵長，於2019年2月5日退伍。

### 2020－2021年：退伍首作《Alice》搭檔金喜善、出演電影《消防員》
退伍後，隨即接到約70部電視劇邀約，周元最終選擇了SBS電視劇《Alice》作為回歸作品，與金喜善搭檔。故事講述刑警朴鎮謙（周元飾）為了抓住殺害母親的犯人，以及阻止穿越時空造成的弊端孤軍奮鬥。卻遇上跟母親樣貌相同、手上握有穿梭時空秘密關鍵的物理天才尹泰伊（金喜善飾）。周元憑此劇奪得SBS演技大賞的「PD賞」，獲獎一刻收視率達到9.6%，為是次演技大賞的最高收視。
周元在劇中親身上陣拍攝危險鏡頭。在第二集「朴鎮謙沿着一根鋼筋從樓頂走到另一個樓頂」一幕，是高空全實景拍攝。周元親身上陣，在一個置於兩棟高樓大廈頂樓之間、僅有腳掌寬的懸空鷹架上行走10多米，而且還神色自若，臉不改容地完成拍攝。過人膽識在韓國網絡論壇TheQoo(더쿠)中引起話題。
2020年5月，確定出演電影《消防員》。由《長沙里之戰：被遺忘的英雄》的郭景澤導演執導，講述消防員的故事。該片曾計劃於3月末開拍，因新冠肺炎疫情而推遲了拍攝時間。7月未，確定出演音樂劇《Ghost》，時隔6年回歸音樂劇舞台 。於2020年10月16日至2021年3月在Dcube藝術中心公演。2021年3月，確定出演Netflix原創電影《救命卡特》，電影講述失去記憶的要員卡特投入到可疑作戰之後展開令人窒息的追擊戰。

## 個人生活
2017年1月18日，傳出與女歌手BoA熱戀中的新聞，雙方經紀公司均承認該消息的真實性。兩人因對演技和音樂的共同關心從而互生好感，並發展成為戀人關係。2017年11月13日，經紀公司證實與女歌手BoA分手。

## 演出作品

### 電視劇
| 年份 | 電視台   | 電視劇名稱             | 角色           |
| ---- | -------- | ---------------------- | -------------- |
| 2010 | KBS      | 《麵包王金卓求》       | 具馬俊／徐泰祖 |
| 2011 | KBS      | 《烏鵲橋兄弟》         | 黃泰熙         |
| 2012 | KBS      | 《新娘面具》           | 李江土／佐藤宏 |
| 2013 | MBC      | 《七級公務員》         | 韓吉路／韓弼勳 |
| 2013 | KBS      | 《Good Doctor》        | 朴施溫         |
| 2014 | KBS      | 《明日如歌》           | 車宥振         |
| 2015 | SBS      | 《龍八》               | 金泰賢         |
| 2017 | SBS      | 《我的野蠻公主》       | 甄優           |
| 2020 | SBS      | 《Alice》              | 朴鎮謙         |
| 2023 | tvN      | 《盜賊：七個朝鮮通寶》 | 黃大明／臭鼬   |
| 2024 | ENA      | 《夜限照相馆》         | 徐奇周         |
| 待播 | 中國大陆 | 《愛情也包郵》         | 晨曦           |

### 電影
| 年份   | 電影名稱                         | 角色    |
| ------ | -------------------------------- | ------- |
| 2011   | 特別搜查本部                     | 金浩龍  |
| 2012   | 不明影像                         | 黃俊赫  |
| 2013   | 偷心戀人                         | 李浩泰  |
| 2014   | 時尚天王                         | 吳啟明  |
| 2015   | 就是那個傢伙（台譯：致命第六感） | 韓章佑  |
| 2016   | 夏有喬木雅望天堂                 | 曲蔚然  |
| 2016   | 特勤                             | 徐基雄  |
| 2022   | 救命卡特                         | 卡特·李 |
| 待公布 | 烈火救援                         |         |

### MV
| 年份 | 演唱者         | 曲名             |
| ---- | -------------- | ---------------- |
| 2010 | S.M.THE BALLAD | Miss You         |
| 2012 | 2BiC           | 又讓一個女人哭了 |

### 音樂劇
| 年份      | 劇名             | 角色      |
| --------- | ---------------- | --------- |
| 2007-2008 | Altar Boyz       | Matthew   |
| 2008      | Singles          | ensemble  |
| 2008-2009 | Grease           | Doody     |
| 2009      | 新品男           | 年下男    |
| 2009-2010 | Spring Awakening | Melchior  |
| 2013-2014 | Ghost            | Sam Wheat |
| 2020-2021 | Ghost            | Sam Wheat |

## 音樂作品
| 日期     | 類型                       | 歌名                    |
| -------- | -------------------------- | ----------------------- |
| 20100819 | 《麵包王金卓求》OST Part.7 | 我的愛                  |
| 20100808 | 《新娘面具》OST Part. 4    | 審判之日（feat.이정현） |
| 20100819 | 《新娘面具》OST            | 愛情 還有愛情           |
| 20121116 | JPOP                       | 撫子                    |
| 20130306 | 《七級公務員》OST          | 不知道如何去愛          |
| 20131001 | 《Good Doctor》OST Part.6  | 消毒藥                  |
| 20131001 | 《Good Doctor》OST Part.6  | 如果我是                |
| 20131001 | 《Good Doctor》OST Part.6  | 如果我是（施溫版）      |
| 20141202 | 《明日如歌》OST            | 無辜                    |
| 20170718 | 《我的野蠻女友》OST Part.5 | I Believe               |

## 綜藝節目
| 日期                        | 綜藝節目              | 備註                                                                 |
| --------------------------- | --------------------- | -------------------------------------------------------------------- |
| 2012年3月4日—2013年10月27日 | KBS《兩天一夜第二季》 | 與李壽根、金鍾旼、成始璄、車太鉉、金勝友、柳海真、嚴泰雄（固定出演） |

## 其他作品

### 配音
- 2012年：動畫片《Niko 聖誕飛行團的冒險》飾 Niko

### 旁白
- 2012年：KBS2《文明的記憶-地圖》4部曲

### 其他演出
- 2014年：日本KNTV 《周元的生活日誌》 Joo Won's Life Log (20140522~20141030 共24集)
- 2015年：光州世界大學運動會開幕典禮 演出音樂劇《The Shadow of Youth》 20150703

### 主持
- 2011年：KBS2《KBS演技大賞》
- 2013年：JTBC《第49屆百想藝術大賞》
- 2015年：JTBC《第51屆百想藝術大賞》
- 2017年：2017大韓民國「愛」演唱會 （2017/10/23）
- 2017年：白骨部隊送年軍樂演奏會 （2017/12/20）

## 獲獎及提名列表
| 年度   | 大獎                     | 獎項                              | 作品                     | 結果                     |
| ------ | ------------------------ | --------------------------------- | ------------------------ | ------------------------ |
| 2009年 | 第15屆韓國音樂劇大賞     | 優秀男新人賞                      | 《Spring Awakening》     | 提名                     |
| 2010年 | 第4屆The Musical Awards  | 優秀男新人賞                      | 《Spring Awakening》     | 提名                     |
| 2010年 | KBS演技大賞              | 男子新人賞                        | 《麵包王金卓求》         | 提名                     |
| 2011年 | 第6屆亞洲模特兒頒獎典禮  | 新星賞                            | 不適用                   | 獲獎                     |
| 2011年 | 第47屆百想藝術大賞       | 電視部門 男子人氣賞               | 《麵包王金卓求》         | 提名                     |
| 2011年 | KBS演技大賞              | 男子新人賞                        | 《烏鵲橋兄弟》           | 獲獎                     |
| 2011年 | KBS演技大賞              | 網路人氣賞                        | 《烏鵲橋兄弟》           | 提名                     |
| 2011年 | KBS演技大賞              | 最佳情侶賞（與U-ie）              | 《烏鵲橋兄弟》           | 提名                     |
| 2012年 | 第48屆百想藝術大賞       | 電視部門 男子新人演技賞           | 《烏鵲橋兄弟》           | 獲獎                     |
| 2012年 | 第48屆百想藝術大賞       | 電視部門 男子人氣賞               | 《烏鵲橋兄弟》           | 提名                     |
| 2012年 | 第48屆百想藝術大賞       | 電影部門 男子新人演技賞           | 《特別搜查本部》         | 提名                     |
| 2012年 | 第48屆百想藝術大賞       | 電影部門 男子人氣賞               | 《特別搜查本部》         | 提名                     |
| 2012年 | 第6屆 Mnet 20's Choice   | 20's Drama Star                   | 《烏鵲橋兄弟》           | 提名                     |
| 2012年 | 第21屆 釜日映畵賞        | 男子新人演技賞                    | 《特別搜查本部》         | 提名                     |
| 2012年 | 第1屆大田電視劇節        | 優秀演技賞                        | 《新娘面具》             | 提名                     |
| 2012年 | KBS演藝大賞              | 綜藝部門 男子新人賞               | 《兩天一夜》             | 獲獎                     |
| 2012年 | KBS演技大賞              | 最優秀男演員賞                    | 《新娘面具》             | 提名                     |
| 2012年 | KBS演技大賞              | 長篇連續劇部門 男子優秀演技賞     | 《新娘面具》             | 獲獎                     |
| 2012年 | KBS演技大賞              | 人氣賞                            | 《新娘面具》             | 獲獎                     |
| 2012年 | KBS演技大賞              | 網路人氣賞                        | 《新娘面具》             | 提名                     |
| 2012年 | KBS演技大賞              | 最佳情侶賞（與陳世娫）            | 《新娘面具》             | 提名                     |
| 2012年 | KBS演技大賞              | 最佳情侶獎（與朴基雄）            | 《新娘面具》             | 提名                     |
| 2012年 | 第20屆大韓民國演藝大賞   | 最優秀男演員賞                    | 《新娘面具》             | 提名                     |
| 2013年 | 第1屆DramaFever Award    | 最佳男演員賞                      | 《新娘面具》             | 提名                     |
| 2013年 | 第1屆DramaFever Award    | 最佳兄弟情誼賞（與朴基雄）        | 《新娘面具》             | 獲獎                     |
| 2013年 | 第49屆百想藝術大賞       | 電視部門 男子人氣賞               | 《新娘面具》             | 提名                     |
| 2013年 | 第49屆百想藝術大賞       | 電影部門 男子人氣賞               | 《不明影像》             | 提名                     |
| 2013年 | 第2屆大田電視劇節        | 男子最優秀演技賞                  | 《Good Doctor》          | 提名                     |
| 2013年 | 第6屆韓國電視劇節        | 男子最優秀演技賞                  | 《Good Doctor》          | 提名                     |
| 2013年 | MBC演技大賞              | 迷你連續劇部門 男子優秀演技賞     | 《七級公務員》           | 獲獎                     |
| 2013年 | KBS演技大賞              | 最優秀男子演技賞                  | 《Good Doctor》          | 獲獎                     |
| 2013年 | KBS演技大賞              | 中篇連續劇部門 男子優秀演技賞     | 《Good Doctor》          | 提名                     |
| 2013年 | KBS演技大賞              | 放送三社電視劇PD選擇演技者賞      | 《Good Doctor》          | 獲獎                     |
| 2013年 | KBS演技大賞              | 網路人氣賞                        | 《Good Doctor》          | 獲獎                     |
| 2013年 | KBS演技大賞              | 最佳情侶賞（與文彩元）            | 《Good Doctor》          | 獲獎                     |
| 2014年 | 第2屆DramaFever Award    | 最佳男演員賞                      | 《Good Doctor》          | 提名                     |
| 2014年 | 第26屆韓國PD大賞         | 表演者賞 演員部分                 | 《Good Doctor》          | 獲獎                     |
| 2014年 | 第50屆百想藝術大賞       | 電視部門 男子最優秀演技賞         | 《Good Doctor》          | 提名                     |
| 2014年 | 第50屆百想藝術大賞       | 電視部門 男子人氣賞               | 《Good Doctor》          | 提名                     |
| 2014年 | 第50屆百想藝術大賞       | 電影部門 男子人氣賞               | 《偷心戀人》             | 提名                     |
| 2014年 | 第9屆首爾國際電視節      | 韓流電視劇演員賞                  | 《Good Doctor》          | 提名                     |
| 2014年 | 第9屆首爾國際電視節      | 網路人氣賞                        | 《Good Doctor》          | 提名                     |
| 2014年 | KBS演技大賞              | 迷你連續劇部門 男子優秀演技賞     | 《明日如歌》             | 提名                     |
| 2014年 | KBS演技大賞              | 人氣賞                            | 《明日如歌》             | 獲獎                     |
| 2015年 | 第8屆韓國電視劇節        | 演技大賞                          | 《龍八夷》               | 提名                     |
| 2015年 | 第2屆亞洲影響力東方盛典  | 最受歡迎演員（海外）              | 不適用                   | 獲獎                     |
| 2015年 | 第52屆大鐘奬             | 人氣男演員                        | 不適用                   | 提名                     |
| 2015年 | 第4屆大田電視劇節        | 中篇連續劇部門 男子最優秀演技賞   | 《明日如歌》 《龍八夷》  | 提名                     |
| 2015年 | SBS演技大賞              | 大賞                              | 《龍八夷》               | 獲獎                     |
| 2015年 | SBS演技大賞              | 迷你連續劇部門 男子最優秀演技賞   | 《龍八夷》               | 提名                     |
| 2015年 | SBS演技大賞              | 放送三社電視劇PD賞                | 《龍八夷》               | 提名                     |
| 2015年 | SBS演技大賞              | 網路人氣賞                        | 《龍八夷》               | 提名                     |
| 2015年 | SBS演技大賞              | 中國網路人氣賞                    | 《龍八夷》               | 獲獎                     |
| 2015年 | SBS演技大賞              | 十大明星賞                        | 《龍八夷》               | 獲獎                     |
| 2015年 | SBS演技大賞              | 最佳情侶賞（與金泰希）            | 《龍八夷》               | 獲獎                     |
| 2016年 | 第52屆百想藝術大賞       | 電視部門 男子最優秀演技賞         | 《龍八夷》               | 提名                     |
| 2016年 | 第52屆百想藝術大賞       | 電視部門 男子人氣賞               | 《龍八夷》               | 提名                     |
| 2017年 | SBS演技大賞              | 月火劇部門 男子最優秀演技獎       | 《我的野蠻女友》         | 提名                     |
| 2020年 | SBS演技大賞              | PD賞                              | 《Alice》                | 獲獎                     |
| 2020年 | SBS演技大賞              | 大賞                              | 《Alice》                | 提名                     |
| 2020年 | SBS演技大賞              | 奇幻及浪漫迷你劇部門 最優秀演技賞 | 《Alice》                | 提名                     |
| 2021年 | 大韓民國國務總理表彰綏章 | 大韓民國國務總理表彰綏章          | 大韓民國國務總理表彰綏章 | 大韓民國國務總理表彰綏章 |

## 外部連結
- 周元個人官方網站
- 周元的X（前Twitter）
- 周元的Instagram帳戶
- 周元的新浪微博（简体中文）
- 周元在NAVER上的资料
- 周元在Daum上的资料